# Saint-Paul-sur-Isère
Saint-Paul-sur-Isère é uma comuna francesa na região administrativa de Auvérnia-Ródano-Alpes, no departamento de Saboia. Estende-se por uma área de 20,93 km². Em 2010 a comuna tinha 590 habitantes (densidade: 28,2 hab./km²).